# Кроссбоунс
Кроссбоунс (англ. Crossbones, настоящее имя Брок Рамлоу (англ. Brock Rumlow)) — персонаж комиксов издательства Marvel Comics, созданный Марком Грюнвальдом и Кироном Дуайером. Впервые он появился в Captain America #359 (Октябрь 1989). Кроссбоунс наиболее известен тем, что смог убить Капитана Америку в сюжетной арке The Death of Captain America.

## История публикаций
Кроссбоунс был создан сценаристом Марком Грюнвальдом и художником Кироном Дуайером. Он впервые появился в качестве камео в Captain America #359 (Октябрь 1989) как фигура, наблюдающая из тени. В Captain America #360 (Октябрь 1989) состоялось полное появление Кроссбоунса, однако сам персонаж назван не был. Его прозвище стало известно в Captain America #362 (Ноябрь 1989).

## Биография

### Происхождение
В молодости Брок Рамлоу возглавлял банду Диких Преступников в Нью-Йорке. После того, как он жестоко избил пятнадцатилетнюю Рэйчел Лейтон, два её брата напали на него, в результате чего старший из них был убит. Рамлоу бежал, поступив в школу Таскмастера для преступников. Три года спустя Рамлоу стал инструктором под именем Бинго Брок. Будучи наёмником, он был завербован Красным Черепом (Альберт Малик) в Алжире, работая на него под именем Фраг, до тех пор, пока не был отправлен проникнуть в швейцарский дворец Арнима Зола. В конечном итоге, оставшись единственным выжившим членом команды, Рамлоу встретил там и впечатлил настоящего Красного Черепа (Иоганн Шмидт), принявшего услуги Рамлоу и давшего ему новое кодовое имя: Кроссбоунс.
Направленный получить пять фрагментов Кровавого Камня Улисса Бладстоуна, Кроссбоунс следил за Бароном Земо, который также искал их. Пока Земо сражался с Капитаном Америкой, Череп вырубил тогдашнего помощника и пилота Капитана, Джона Джеймсона и захватил два фрагмента; когда он взял остальные три, они активизировались и реанимировали труп Барона Земо и дали контроль над ним инопланетянину. Кроссбоунс незаметно уничтожил Спираль с помощью арбалетного болта и захватил помощницу Капитана, в которой он узнал Рэйчел Лейтон. Он использовал её как приманку для Капитана, но когда Красный Череп узнал о вовлечении Капитана Америки, он приказал Рамлоу бежать.

### Работа на Красного Черепа
Рамлоу вербует Контроллера и Голоса служить Черепу в качестве членов Команды Скелетов, возглавляя её против Клуба Адского Огня Селины Галлио.
Позднее Брок пытается убить Кингпина, но был остановлен Тифозной Мэри и сражался с Меченым, когда Кингпин смог скрыться.
Кроссбоунс возглавляет команду Скелетов, когда их захватывает Группа Священной Защиты, в которую входят Блицкриг, Капитан Германия и Дух Времени. После Арним Зола спасает их, а Череп подстраивает их с Кроссбоунсом смерти. Красный Череп увольняет Рамлоу за то, что он начал оспаривать решение об альянсе с Гадюкой.
Кроссбоунс направляется на восток, проработав недолго в Чикаго на местного наркобарона Марко Санционаре. В Нью-Йорке Брок похищает Рэйчел Лейтон и промывает ей мозги, заставляя её пройти усиленную боевую подготовку. Также он вынуждает её выкрасть сыворотку супер-солдата Капитана Америки из Особняка Мстителей. Позже Кроссбоунс возвращается на службу к Черепу.
Когда новый лидер команды Скелетов Головорез составляет план убийства Рамлоу, однако Мать Ночь предупреждает Кроссбоунса об этом, и тот нападает на Головореза и повреждает его шейную вену. Рэйчел Лейтон сбегает, объединив усилия с Капитаном Америкой и Соколом, чтобы захватить оперативников Черепа; Кроссбоунс был арестован, но в скором времени убедил чиновников в своей «реабилитации». Используя доверчивость своих тюремщиков, Кроссбоунс сбегает и его нанимает Гидра. Вместе с Поглотителем он уничтожает посольства в Нью-Йорке, однако их останавливает Капитан Америка. Преданный Гидрой, Кроссбоунс сбегает. Впоследствии он мстит своим бывшим боссам.
Он был нанят Новым Сыном убить Гамбита, однако, несмотря на союз с Батроком и Зараном Кроссбоунс потерпел поражение из-за объединённых усилий гильдии убийц и воров Нового Орлеана.

### Смерть Капитана Америки
Красный Череп нанимает Кроссбоунса для транспортировки Космического куба, однако прежде чем тот приступает к заданию, Зимний солдат Александра Лукина убивает Черепа и похищает куб. Лукин обвиняет Капитана Америку в убийстве Черепа, однако Кроссбоунс понимает, что тот лжёт и начинает вести за ним охоту. Кроссбоунс ознакомился с планами Черепа, после чего промыл мозги его дочери — Синтие «Син» Шмидт. Позже выясняется, что умирая, Красный Череп использовал Космический куб, чтобы переместить своё сознание в тело Лукина.
Во время Гражданской войны он организовывает убийство своего заклятого врага Капитана Америки. В то время как Кроссбоунс выстрелил в Роджерса из снайперской винтовки, союзник Капитана Шэрон Картер, загипнотизированная доктором Фаустусом, выстрелила в него трижды — в живот и грудь и один раз в воздух. Вскоре Кроссбоунс был захвачен Соколом и Зимним солдатом, который избил его и сдал под стражу Щ. И. Т.а. Вскоре Кроссбоунс был допрошен Росомахой и Сорвиголовой, проникшими в тюрьму с помощью магии Доктора Стрэнджа.
Во время своего заключения Кроссбоунс был отправлен на изолированный остров, на котором царила страшная эпидемия. Кроссбоунс должен был спасти человека, устойчивого к действию вируса. Им оказывается мальчик, которого Кроссбоунс забирает с собой, оставляя остальных выживших на растерзание монстрам. Вскоре Брок предаёт его работодателей, захватив вертолёт, после чего сбрасывает мальчика с вертолёта.

### Работа с Громовержцами
Кроссбоунс был нанят в качестве нового члена Громовержцев во главе с Люком Кейджем. Во время миссии в Новой Гвинее Кроссбоунс подвергся воздействию тумана Терриген, что дало ему способность генерировать энергию. Во время миссии с Мстителями Кроссбоунс, Джаггернаут и Призрак оказались в другом измерении вместе с членами команды. Там Кроссбоунс попытался убить Капитана Америку, однако был сброшен в жидкость, которая нейтрализовала эффект Терригена. По окончании миссии Кроссбоунс был уволен.

### Пределы Земли
Во время сюжетной арки Пределы Земли он был замечен как один из наёмников Доктора Осьминога. Когда Сабра проскальзывает мимо Октоботов, Кроссбоунс стреляет в неё.

### Работа с DOA
Противостоял Валькирии и Мстителям, объединившись с новым Красным Черепом и Син. В жестоком бою против Росомахи Кроссбоунс был тяжело ранен, однако был исцелен Хеллштормом. После этого вступил в DOA. Во время охоты за метками ада по всей стране, Кроссбоунс столкнулся с Агентом Веномом и Манией, которые владели инопланетными формами жизни — симбиотами. Кроссбоунс вступает в бой против них, однако вскоре скрылся вместе с другими членами DOA.

## Силы и способности
Несмотря на отсутствие суперспособностей, Кроссбоунс является опасным бойцом. Он способен уничтожать супергероев и суперзлодеев. Порой он превосходит по силе даже Капитана Америку. Кроссбоунс является одним из лучших мастеров ближнего боя в мире, в основном используя методы уличной борьбы. Не последнюю роль в его подготовке сыграло обучение у Таскмастера. Несмотря на массивное телосложение, Кроссбоунс обладает поразительной ловкостью, скоростью и манёвренностью. Помимо этого он превосходный пилот и водитель. Кроме того, Кроссбоунс владеет навыками стрельбы. Как правило он вооружен метательными ножами, арбалетом и различным огнестрельным оружием. Он также имеет некоторые навыки в областях пыток и управлении сознанием.
Будучи членом Громовержцев, Кроссбоунс подвергся воздействию тумана Терриген во время миссии. В результате он овладел способностью генерировать энергию и испускать её из глаз в форме лучей, а также способностью управлять пламенем. Он потерял свои способности после падения в неизвестную жидкость, нейтрализующую эффект Терригена.

## Альтернативные версии

### Ultimate Marvel
Подростковая версия Кроссбоунса  появляется в Ultimate Marvel. Здесь Кроссбоунс — уличный панк и член банды Змей Черепов.

### День М
В реальности House of M Кроссбоунс является членом Повелителей зла Худа. Некоторое время спустя он покидает команду вместе с Коброй, мистером Хайдом и Громобоем.

### Возрождение Героев
В реальности Heroes Reborn Кроссбоунс является подручным Красного Черепа. Эта версия Кроссбоунса была подвержена гамма-излучению для борьбы с Соколом и Капитаном Америкой. Он был убит повстанцами О’Рейли.

## Появления вне комиксов

### Телевидение
- Кроссбоунс появляется в мультсериале Мстители, общий сбор!, где он был захвачен Мстителями. Капитан Америка использует его образ, чтобы проникнуть на базу Заговорщиков.
- Кроссбоунс появляется в аниме Marvel Disk Wars: The Avengers.
- Появляется в 4 сезоне мультсериала Совершенный Человек Паук в эпизоде "выпускной день часть 1" становится ящером, и членом Зловещей Шестёрки.

### Киновселенная Marvel

Фрэнк Грилло в роли Брока Рамлоу / Кроссбоунса в фильме «Первый мститель: Противостояние».

- Фрэнк Грилло изображает Брока Рамлоу в фильме «Первый мститель: Другая война»[19]. По сюжету фильма Рамлоу — агент Щ. И. Т.а и член команды Капитана Америки — У. Д. А. Р.[20]. Рамлоу помогает Капитану устранить пиратов, захвативших судно Щ. И. Т.а и освободить заложников. Позднее Александр Пирс даёт Рамлоу и другим агентам организации приказ обезвредить Стива Роджерса, который отказывается разглашать информацию. Рамлоу и другие агенты устраивают Капитану засаду в лифте, но они терпят поражение. Когда Капитан Америка сбегает, Рамлоу и его команде поручают захватить его вместе с Чёрной вдовой. Вскоре оказывается, что Пирс, Рамлоу и многие другие агенты Щ. И. Т.а являются членами Гидры. Когда Капитан Америка раскрывает правду о Гидре, Рамлоу противостоит Агенту 13 и Соколу. В результате падения Геликарриера на здание Трискелиона тело Рамлоу сильно обгорает, однако он выживает.
- Фрэнк Грилло повторил роль Рамлоу, ставшего Кроссбоунсом, в фильме «Первый мститель: Противостояние»[21]. Капитан Америка и Мстители преследовали Кроссбоунса в течение шести месяцев до тех пор, пока его местоположение не было выявлено. В начале фильма он и его приспешники штурмуют «Институт инфекционных заболеваний» в Лагосе, Нигерии, с целью похищения биологического оружия. На пути террористов встают Капитан Америка, Чёрная вдова, Сокол и Алая ведьма. Кроссбоунс вступает в сражение со Стивом Роджерсом, в поисках реванша за своё поражение в предыдущем фильме. В конечном итоге Капитан Америка одерживает победу, разрушая усиленные перчатки Кроссбоунса, который затем снимает свой шлем, демонстрируя изуродованное лицо. Рамлоу активирует бомбу на своём жилете, в надежде убить и Капитана Америку, однако Алая ведьма, в попытках сдержать взрыв, поднимает его высоко над землёй. Тем не менее, бомба взрывается рядом со зданием, где находились несколько граждан Ваканды.
- Брок Рамлоу (Фрэнк Грилло) также появился в фильме Мстители: Финал. По сюжету во время путешествия мстителей во времени он вместе с другими агентами Гидры забирает Скипетр Локи в Нью-Йорке 2012 года, однако позже отдаёт его Капитану Америка.
- Брок Рамлоу был озвучен Фрэнком Грилло в первом сезоне анимационного сериала Disney+ «Что, если...?»: в третьем эпизоде — «Что, если… мир утратил бы своих величайших героев?», и в седьмом эпизоде — «Что, если… Тор был бы единственным ребёнком?»

### Игры
- Кроссбоунс появляется в игре «Lego Marvel's Avengers»[22].
- Кроссбоунс появляется в игре "Marvel Future Fight" в качестве играбельного персонажа.
- играбельный персонаж в "Marvel: Contest of Champions"
- Кроссбоунс появляется в игре "Marvel Strike Force" в качестве играбельного персонажа
- Кроссбоунс появляется в игре "Captain America and The Avengers" для NES в качестве босса